# Afinador

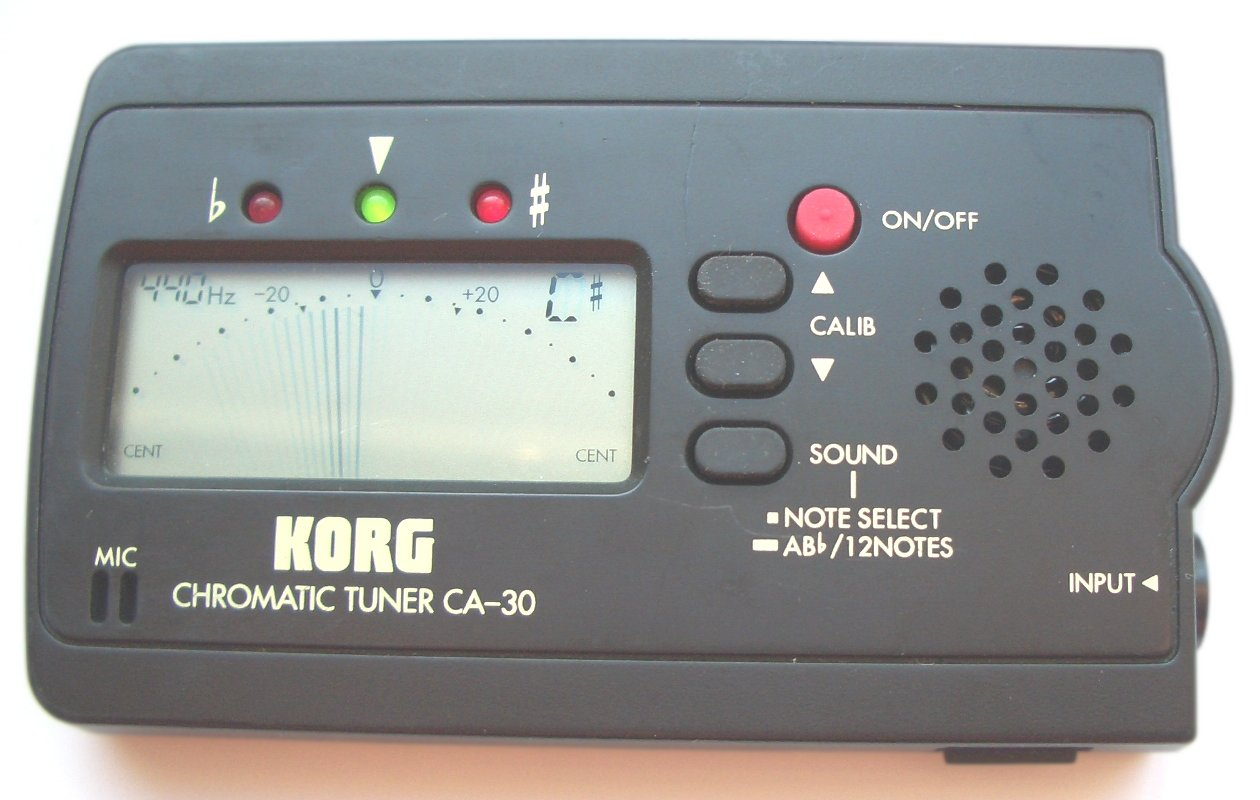
Afinador cromático Korg, com simulador de indicador analógico

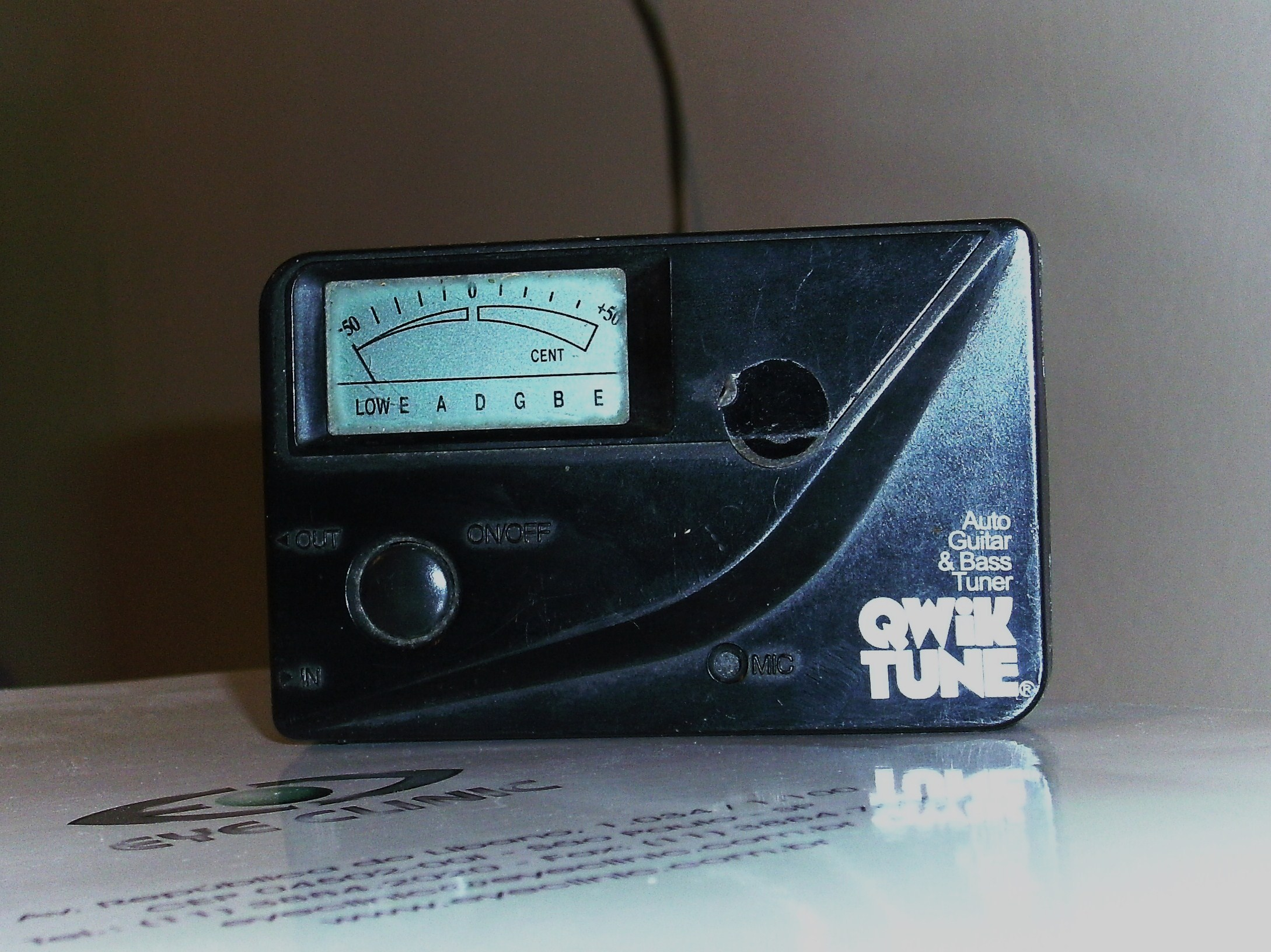
Afinador cromático, fabricado no Brasil.

Afinador é um dispositivo usado por músicos para detectar a altura das notas tocadas em instrumentos musicais, e assim afinar seu instrumento.
Geralmente são utilizado por instrumentos de cordas, mas também são utilizado por luthier para afinação de outros instrumentos como piano, gaita e flauta.
Os modelos mais simples usam luzes LED ou ponteiros para indicar aproximadamente se a altura da nota tocada está abaixo, acima ou igual ao desejado. Eles podem detectar somente uma altura (geralmente A ou E), ou uma quantidade restrita, como as seis cordas da afinação padrão do violão  (E, A, D, G, B, e). Em contrapartida, modelos mais complexos indicam mais precisamente a diferença entre a nota tocada e a altura desejada. Eles oferecem afinação cromática, que permite afinar todas as doze notas da escala.
Assim como sua complexidade, seu tamanho também varia de acordo com o modelo, variando entre modelos de bolso e grande unidades usadas  por técnicos, afinadores de piano ou luthiers. Existem modelos analógico (com ponteiros) e digital (LCD).